# Біографічний фільм

Афіша біографічного фільму Алана Паркера «Евіта»

Біографічний фільм, або байопік (англ. biopic — biographical picture)  — кінематографічний жанр і одночасно біографічний фільм, що розповідає про долю знаменитої або відомої особистості. На відміну від «стрічки, заснованої на реальній події» або «історичних фільмів», фільм-біографія намагається всебічно передати життєпис особистості або хоча б роки, які зіграли найважливішу роль у житті людини, про котру йдеться у фільмі.
З 1980-х біографічні фільми стають все більш і популярнішими, а просування в технологічних процесах створення фільмів і збільшення бюджетів дозволяють режисерам більш повно відтворити історичні періоди. На початку 2000-х вийшов ряд біографічних картин — «Людина на Місяці», «Алі», «Фріда» та інші, після чого біографічні фільми стали широко вітатися і були висунуті на здобуття різних нагород світових кіноакадемій.
Оскільки зображувані персонажі мають певне історичне значення, в біографічних фільмах беруть участь більшість іменитих акторів і акторок. Вілл Сміт і Джим Керрі заслужили повагу як драматичні актори після участі в біографічних фільмах — Сміт як Мухамед Алі в «Алі», а Керрі як Енді Кауфман в «Людині на Місяці».
Традиційно біографічні фільми зосереджуються на шанованих і історично важливих людях, а проте деякі присвячені й сумнівним фігурам («Народ проти Ларрі Флінта», «Кокаїн», «Чудовисько» і т.д.)
Більшість біографічних фільмів — драми, але деякі поєднують у собі комедію, бойовик та інші жанри.

## Суперечки про достовірність
Зазвичай від біографічних кінокартин очікують певної достовірності, проте іноді в них все-таки допускається зміна деяких подій на користь сюжетної лінії. Події подеколи зображуються більш драматично, ніж вони фактично відбувалися; час стиснуто, щоб відповідати всім важливим подіям у фільмі, або кілька людей змішані в одне.
Приклади таких фільмів:
- «Чапаєв» про героя Громадянської війни В. І. Чапаєва (1887–1919).
- «Суворов» про російського полководця, генералісимуса О. В. Суворова (1729–1800).
- «Адмірал Нахімов» про талановитого російською флотоводця П. С. Нахімова (1802–1855).
- «Авіатор» про американського підприємця, інженера, піонера авіації Говарда Г'юза (1905–1976).
- «Рей» про американського сліпого музиканта Рея Чарльза (1930–2004 рр.).